# Heteragrion chrysops
Heteragrion chrysops – gatunek ważki z rodziny Heteragrionidae. Występuje na terenie Ameryki Południowej i Ameryki Środkowej.